# Gare de Kokura
La gare de Kokura (小倉駅, Kokura-eki) est une gare ferroviaire de la ville de Kitakyūshū, dans la préfecture de Fukuoka au Japon. La gare est principalement desservie par les lignes de la compagnie JR Kyushu. La ligne Shinkansen Sanyō de la JR West et le monorail de Kitakyūshū passent également par la gare de Kokura.

## Situation ferroviaire
La gare de Kokura est située au point kilométrique (PK) 497,8 de la ligne Shinkansen Sanyō et au PK 11,0 de la ligne principale Kagoshima. Elle marque le début de la ligne principale Nippō.

## Histoire
La gare a été inaugurée le 1er avril 1891. Elle est alors située en face du château de Kokura. En 1958, la gare est déplacée à son emplacement actuel. Le Shinkansen y arrive le 10 mars 1975.

## Service des voyageurs

### Accueil
La gare dispose d'un bâtiment voyageurs ouvert tous les jours, avec des guichets et des automates pour l'achat de titres de transport.

### Desserte

#### JR
- Ligne principale Nippō :

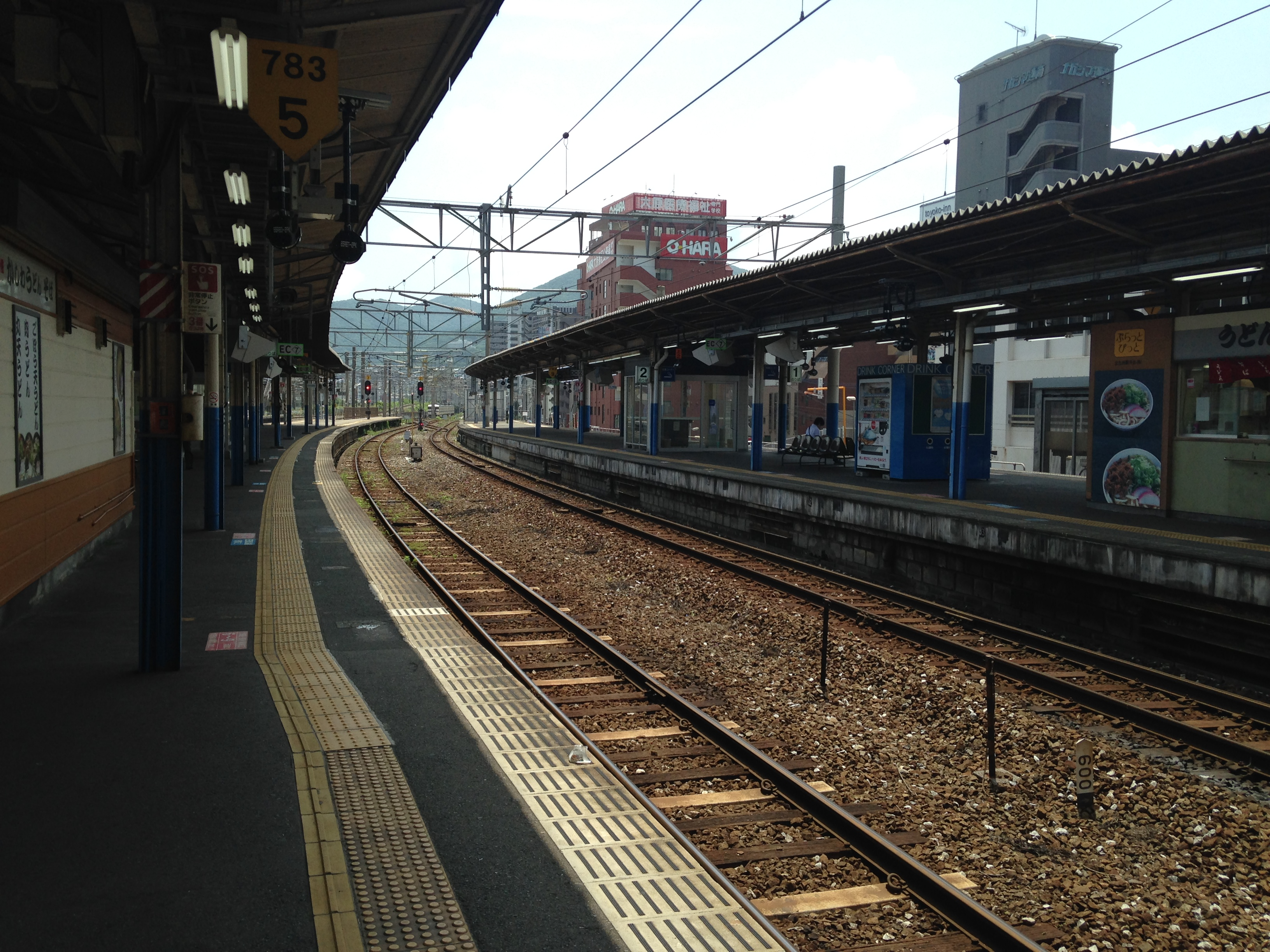
Vue des quais.

  - voies 1 à 4 et 7 : direction Ōita et Miyazaki
- Ligne Hitahikosan :
  - voies 1 à 3 : direction Tagawa-Gotōji et Soeda
- Ligne principale Kagoshima :
  - voies 2, 3, 7 et 8 : direction Moji (interconnexion avec la ligne principale Sanyō pour Shimonoseki) et Mojikō
  - voies 4 à 7 : direction Hakata
- Ligne Shinkansen Sanyō :
  - voies 11 et 12 : direction Hakata
  - voies 13 et 14 : direction Shin-Osaka

#### Monorail de Kitakyūshū
- Ligne Kokura :
  - voies 1 et 2 : direction Kikugaoka